# Łąsko Małe
Łąsko Małe – (niem. Klein Lonsk, 1942-1945 Lenzhuben) wieś w Polsce położona w województwie kujawsko-pomorskim, w powiecie bydgoskim, w gminie Koronowo.

## Podział administracyjny
W latach 1975–1998 miejscowość administracyjnie należała do województwa bydgoskiego.

## Demografia
Według danych Urzędu Gminy Koronowo (XII 2015 r.) miejscowość liczyła 205 mieszkańców.

## Położenie
Znajduje się około 34 km na północny zachód od centrum Bydgoszczy i ponad 13 km na zachód od Koronowa.